# الماجل (السدة)

تعديل مصدري - تعديل

الماجل محلة تابعة لقرية ذي حريم، التابعة لعزلة العرافة بمديرية السدة إحدى مديريات محافظة إب في الجمهورية اليمنية.، بلغ تعداد سكانها 92 حسب تعداد اليمن لعام 2004.